# RTBF Sat
RTBF Sat was het derde televisiestation van de Franstalige Belgische omroep RTBF dat via de satelliet naar heel Europa werd uitgezonden. De uitzendingen vonden plaats van 26 november 2001 t/m 14 februari 2010.
Op 30 november 2007 richtte de RTBF La Trois op. La Trois was aanvankelijk een kopie van RTBF Sat die via zendmasten in België in DVB-T werd uitgezonden. Alleen het zenderlogo verschilde.
Op 15 februari 2010 werden de uitzendingen van RTBF Sat gestaakt wegens bezuinigingen bij de RTBF. La Trois is wel blijven bestaan, maar is alleen in België te ontvangen. Via de satelliet kunnen de programma's van RTBF alleen nog via TV5 Monde worden bekeken. Abonnees in België van respectievelijk TeleSat (Franstalig Belgisch aanbod), respectievelijk TV Vlaanderen kunnen de zenders van de RTBF via satelliet ontvangen.

## Tijdlijn Franstalig Belgische televisiekanalen
Lijst van televisiekanalen in Franstalig België